# Couvent Notre-Dame de Jésus
Le couvent de Nossa Senhora de Jesus ou couvent de Nossa Senhora de Jesus da Ordem Terceira de São Francisco était un couvent de l'ordre Terceira de São Francisco existant dans l'actuelle paroisse de Misericórdia à Lisbonne. À la suite de l'extinction des ordres religieux au Portugal, en 1834, le bâtiment a commencé à être utilisé par l'Académie des sciences de Lisbonne et par le Musée de Géologie,,.
Le couvent de Nossa Senhora de Jesus et les vestiges de la clôture du couvent, dont l'église de Nosso Senhor de Jesus, l'Académie des sciences, le musée géologique, la chapelle du Tiers-Ordre de Nosso Senhor de Jesus et l'hôpital de Jesus sont classés comme ensemble d'intérêt public depuis 2010.

## Histoire
En 1582, un terrain du côté ouest du Bairro Alto, à Lisbonne, fut donné par ses propriétaires à l'Ordre Terceira de São Francisco, où existait la petite Chapelle de Mãe do Céu, et où, en 1595, l'Ordre fut fondé, avec le couvent de Notre-Dame de Jésus.
La construction de l'église de Nossa Senhora de Jesus attachée au couvent a commencé en 1615 et s'est achevée en 1623, avec le chœur inauguré en 1633.
Le tremblement de terre de 1755 a causé d'énormes dégâts au couvent et à l'église, et sa reconstruction a été réalisée sous la supervision des provinciaux de l'Ordre, le frère José Teixeira et le frère Francisco de Jesus Maria, et avec le patronage du futur marquis de Pombal.
Ayant atteint sa splendeur maximale à la fin du XVIIIe siècle, et avec l'extinction des ordres religieux, la communauté franciscaine du couvent a été contrainte de l'abandonner, qui a été occupée peu après par l'Académie des sciences de Lisbonne. Le Tiers-Ordre a conservé la propriété de l'Hospice du Tiers-Ordre de Jésus, qui a ensuite été agrandi et transformé, en 1930, en ce qui est aujourd'hui l'Hôpital de Jésus.
L'église du couvent est devenue, en 1835, le siège de la paroisse de Nossa Senhora das Mercês, devenant désignée église paroissiale de Nossa Senhora das Mercês et a fait l'objet d'importants travaux d'amélioration en 1840, et a été classée comme bien d'intérêt public en 1944.
En 1903, sur un terrain qui appartenait au couvent de Jésus, fut construit le lycée Passos Manuel, toujours en activité.